# Tangara rougegorge
Nemosia rourei
Espèce
Statut de conservation UICN

 CR C2a(ii); D : 
En danger critique
Le Tangara rougegorge (Nemosia rourei) est une espèce de passereau appartenant à la famille des Thraupidae.

## Répartition et habitat
Il est endémique du Brésil. Il vit dans la canopée des forêts humides de montagne entre 850 et 1 250 m d'altitude.